# Oabius adjacens
Oabius adjacens är en mångfotingart som beskrevs av Chamberlin 1946. Oabius adjacens ingår i släktet Oabius och familjen stenkrypare. Inga underarter finns listade i Catalogue of Life.